# Ilona Pál
Ilona Pál (* 21. Oktober 1954 in Jászfényszaru) ist eine ehemalige ungarische Leichtathletin, die sich auf den Sprint spezialisiert hat. Sie ist bis heute Inhaberin des ungarischen Landesrekordes im 400-Meter-Lauf.

## Leben
Ilona Pál machte 1973 ihr Abitur am Gymnasium in Hatvan. Danach absolvierte sie ein Studium an der pädagogischen Hochschule Ho Shi Minh in Eger, das sie 1977 mit dem Diplom als Lehrerin für Erdkunde und Sport abschloss. Ab 1977 war sie als Sportlehrerin in Hatvan tätig. 1984 erhielt sie an der Hochschule für Leibeserziehung in Budapest ein Diplom als Trainerin.

## Sportliche Laufbahn
Erste internationale Erfahrungen sammelte Ilona Pál vermutlich im Jahr 1977, als sie bei der Sommer-Universiade in Sofia mit 24,38 s im Halbfinale im 200-Meter-Lauf ausschied und über 400 Meter mit 53,90 s nicht über den Vorlauf hinauskam. Im Jahr darauf schied sie bei den Europameisterschaften in Prag mit 53,50 s im Halbfinale im 400-Meter-Lauf aus und belegte mit der ungarischen 4-mal-400-Meter-Staffel in 3:32,2 min den achten Platz. 1979 belegte sie bei den Studentenweltspielen in Mexiko-Stadt in 53,10 s den siebten Platz über 400 Meter und im Jahr darauf schied sie bei den Halleneuropameisterschaften in Sindelfingen mit 53,74 s im Semifinale aus. Im Juli nahm sie an den Olympischen Sommerspielen in Moskau teil und schied dort mit 51,99 s im Halbfinale über 400 Meter aus und belegte mit der Staffel in 3:27,9 min im Finale den fünften Platz. 1987 bestritt sie ihre letzte Wettkampfsaison und beendete daraufhin ihre aktive sportliche Karriere im Alter von 33 Jahren.
In den Jahren 1978 bis 1980 wurde Pál ungarische Meisterin im 400-Meter-Lauf.

## Persönliche Bestzeiten
- 200 Meter: 23,5 s, 15. Juli 1979 in Budapest
  - 200 Meter (Halle): 24,47 s, 27. Februar 1982 in Budapest
- 400 Meter: 51,50 s, 11. August 1980 in Budapest (ungarischer Rekord)
  - 400 Meter (Halle): 53,26 s, 1. März 1980 in Sindelfingen